# Rustenburg (Guyana)
Rustenburg is een gehucht in de regio Upper Demerara-Berbice in Guyana. De naam is afkomstig uit de tijd dat het oostelijke deel van Guyana behoorde tot de Nederlandse kolonie Suriname.